# Homosexualität in Italien

Geografische Lage von Italien

In Italien wurde das Thema gesetzliche Anerkennung homosexueller Paare um die Jahrtausendwende auf politischer Ebene stark umkämpft. Im Mai 2016 verabschiedete das Parlament die Einführung eingetragener Partnerschaften für Homosexuelle. Ein Adoptionsrecht ist nicht vorgesehen. Italien war das letzte westliche EU-Land, in dem homosexuelle Partnerschaften noch keine rechtliche Grundlage hatten, allerdings stellten homosexuelle Handlungen in Italien bereits seit 1887 keinen Strafbestand mehr dar. Insgesamt ist bei der italienischen Bevölkerung in den letzten Jahren ein Trend zu größerer Toleranz und Offenheit gegenüber Schwulen und Lesben beobachtbar.

## Rechtliche Situation

### Legalität
Die Einführung des Code pénal durch Napoleon Bonaparte hatte die Strafverfolgung der Homosexualität in den italienischen Staaten abgeschafft. Nur zwei Staaten behielten den Straftatbestand nach der Napoleonischen Ära bei, einer davon war das Königreich Sardinien-Piemont. So wurde auch in dem am 20. November 1859 von König Viktor Emanuel II. erlassenen neuen Strafgesetzbuch Homosexualität als Verstoß gegen die „guten Sitten“ bestraft (Art. 420, 425). Im Zuge der italienischen Einigung unter der Führung Piemonts wurde dieses Strafgesetzbuch auf ganz Italien ausgeweitet, jedoch mit einer Ausnahme: wegen der „ausgeprägten Besonderheiten“ des italienischen Südens wurden einige strafrechtliche Bestimmungen nicht auf das Gebiet des ehemaligen Königreichs Beider Sizilien ausgedehnt. Diese Ungleichbehandlung, welche dieselbe homosexuelle Handlung in Mailand und Florenz strafwürdig sein ließ, in Neapel und Palermo aber nicht geahndet worden wäre, wurde 1887 mit dem Codice Zanardelli beseitigt, der jeden Unterschied in der Behandlung von Hetero- und Homosexualität tilgte. So blieb es auch mit dem 1930 in Kraft getretenen und nach weitgehenden Abänderungen bis heute geltenden faschistischen Strafgesetzbuch, dem Codice Rocco. Dabei war im Entwurf noch ein Artikel 528 vorgesehen, der eine homosexuelle Handlung mit bis zu drei Jahren Gefängnis strafbewehrte.
Das Schutzalter ist einheitlich auf 14 Jahre festgelegt.

### Antidiskriminierungsgesetze
Verschiedene Regionen in Italien haben Antidiskriminierungsgesetze erlassen (beispielsweise Toskana oder Piemont). Mit dem Ablauf der Umsetzungsfrist der europäischen Richtlinien zur Antidiskriminierung ist seit 2005 die sexuelle Orientierung landesweit in Italien im Arbeitsrecht gegen Diskriminierung geschützt.

### Anerkennung gleichgeschlechtlicher Paare
Eine homosexuelle Ehe ist in Italien gesetzlich nicht vorgesehen. Seit dem 11. Mai 2016 ist eine Lebenspartnerschaft von der Regierung vom Premierminister Matteo Renzi eingeführt worden. Bereits seit 2004 wurde das Thema der gesetzlichen Anerkennung homosexueller Paare auf politischer Ebene stark diskutiert und in den Medien thematisiert. Mehrere Regionen hatten symbolische Beschlüsse zur Anerkennung gleichgeschlechtlicher Paare in ihren Mitte-links dominierten Regionalparlamenten seit 2005 verabschiedet (beispielsweise Umbrien, Emilia-Romagna, Kalabrien und Toskana), außerdem hatten die Stadträte einiger Städte – etwa Florenz, Empoli, Turin, Neapel und Mailand – ähnliche symbolische Beschlüsse für schwule und lesbische Paare verabschiedet. Unter der Regierung Berlusconi, die bis Frühjahr 2006 bestand, wurden hierzu keine Gesetze zur Anerkennung gleichgeschlechtlicher Paare in Rom verabschiedet. Die Regierung unter Prodi brachte im Frühjahr 2006 einen Gesetzesentwurf zur Anerkennung gleichgeschlechtlicher Paare ein. Die Bezeichnung für dieses familienrechtliche Institut war Diritti e doveri delle persone stabilmente COnviventi (DICO, „Rechte und Pflichten fest zusammenlebender Personen“). Aufgrund der erneuten Regierung Berlusconi – Bossi wurde der Entwurf fallen gelassen.
Im April 2010 lehnte das italienische Verfassungsgericht drei Klagen für die Öffnung der Ehe für gleichgeschlechtliche Paare ab. Im August 2014 befürwortete das Familiengericht in Rom die Stiefkindadoption. Im Juni 2016 wurde die Stiefkindadoption ebenso vom Berufungsgericht in Familiensachen in Rom ermöglicht. Am 21. Juli 2015 urteilte der Europäische Gerichtshof für Menschenrechte zugunsten dreier italienischer homosexueller Paare, die auf staatliche Anerkennung ihrer Partnerschaften geklagt hatten.
Ministerpräsident Matteo Renzi kündigte 2014 einen weiteren Anlauf an, in Italien ein Lebenspartnerschaftsinstitut für gleichgeschlechtliche Paare zu ermöglichen. Sein Koalitionspartner NCD kündigte dagegen Widerstand an. Im Oktober 2015 wurde der Gesetzentwurf von der sozialdemokratischen Senatorin Monica Cirinnà in das Italienische Parlament eingebracht. Neben der sozialdemokratischen Regierungspartei Partito Democratico von Matteo Renzi wollten auch die linksgerichtete Oppositionspartei Sinistra Ecologia Libertà und die Oppositionspartei Movimento 5 Stelle von Beppe Grillo den Gesetzentwurf unterstützen. Im Verlauf der Parlamentsdebatte zog MoVimento 5 Stelle jedoch seine Unterstützung zurück, weshalb der PD wieder mit dem NCD und anderen konservativen Senatoren verhandelte und als Kompromiss das geplante Recht auf Stiefkindadoption aus der Vorlage strich. Am 25. Februar 2016 befürwortete der Italienische Senat mit 173 befürwortenden Senatorenstimmen die Einführung eines Lebenspartnerschaftsinstitutes, welches durch die Verabschiedung im Abgeordnetenkammer am 11. Mai 2016 in Kraft trat. Das Gesetz beinhaltet: Gütergemeinschaft, Hinterbliebenenrente, Recht auf Doppelname, Familienversicherung, Familienversicherung (Krankenversicherung), Unterhaltsrecht, Heiratsurlaub, Familienzusammenführung und einige weitere Rechte, allerdings kein Adoptionsrecht.

## Gesellschaftliche Situation

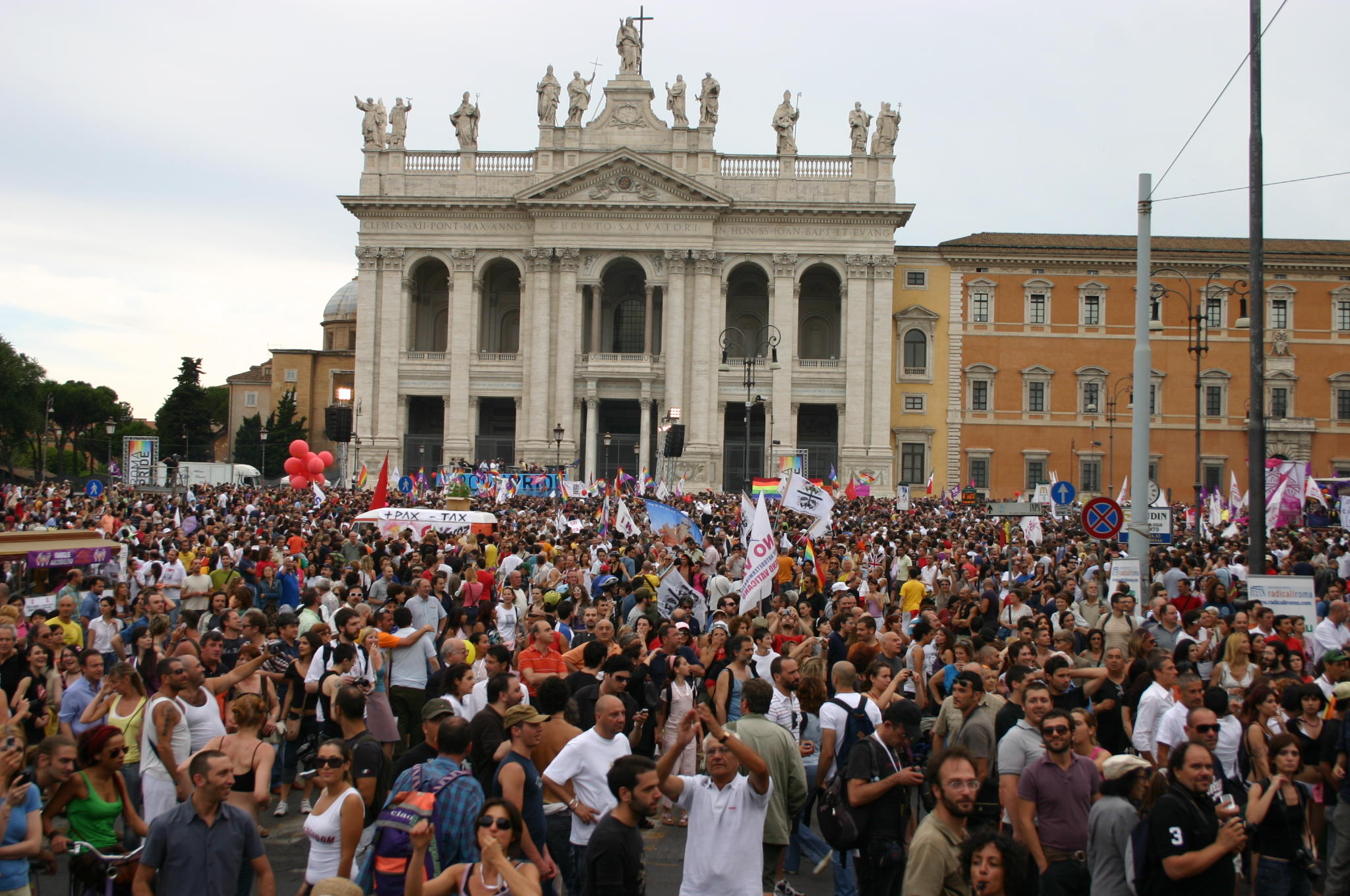
Gay Pride in Rom 2007

Eine homosexuelle Gemeinschaft findet sich vorrangig in der Hauptstadt Rom sowie in den Städten Mailand, Turin, Genua, Bologna, Florenz, in Norditalien und Neapel, Bari, Palermo und Catania im Süden und auf Sizilien. Weitere mittelgroße Städte mit einer zunehmend LGBT-Community sind Padua, Venedig, Triest, Rimini, Perugia, Reggio Calabria, Messina, Syrakus und Cagliari. Jährlich startet ein Christopher Street Day in Rom, Mailand und in Turin. In Turin findet das International Gay & Lesbian Film Festival statt. Viele kleine Städte Nord- sowie Süditaliens und teilweise auch die Inseln werden toleranter, auch wenn es noch kaum Lokale und Orte für Schwule und Lesben in diesen Städten gibt. Dennoch sind die LGBT-Bewegungen in den letzten Jahren zunehmend aktiver geworden (z. B. Alessandria, Asti, Savona, Pisa, Cremona, Campobasso, Lecce, Salerno, Cosenza, Caltanissetta, Agrigent, Sassari u. a.). Insgesamt gab es in den letzten Jahren einen Trend im Volk zu größerer Toleranz und Offenheit gegenüber Schwulen und Lesben.
Im September 2013 sagte Guido Barilla, der Chef des italienischen Nahrungsmittelherstellers Barilla, in einem Interview mit dem italienischen Sender Radio24, dass sein Unternehmen keinen Wert auf homosexuelle Kunden lege: „Wir werden keine Werbung mit Homosexuellen schalten, weil wir die traditionelle Familie unterstützen. Wenn Homosexuellen das nicht gefällt, können sie Pasta eines anderen Herstellers essen.“ Er betonte, sein Unternehmen unterstütze ausschließlich die „heilige Familie“. Die Äußerungen führten in Italien zu Boykottaufrufen. Barilla relativierte seine Aussage anschließend.